# District de Khyber
Le district de Khyber (en ourdou : ضِلع خېبر) est une subdivision administrative de la province de Khyber Pakhtunkhwa au Pakistan. Il était intégré aux régions tribales jusqu'à leur fusion avec la province en 2018 et était jusqu'alors appelé agence de Khyber.
La capitale administrative de la subdivision est Landi Kotal. La population essentiellement constituée de tribus pachtounes compte plus d'un million d'habitants en 2023. La zone est quasiment exclusivement rurale et peu développée.
Le district est particulièrement stratégique alors qu'on y trouve un point de passage important vers l'Afghanistan : Torkham, situé sur la passe de Khyber. Elle a notamment été utilisée pour envoyer du ravitaillement du Pakistan vers l'Afghanistan pour les forces de l'OTAN et est un lieu stratégique de l'insurrection talibane au Pakistan.

## Histoire

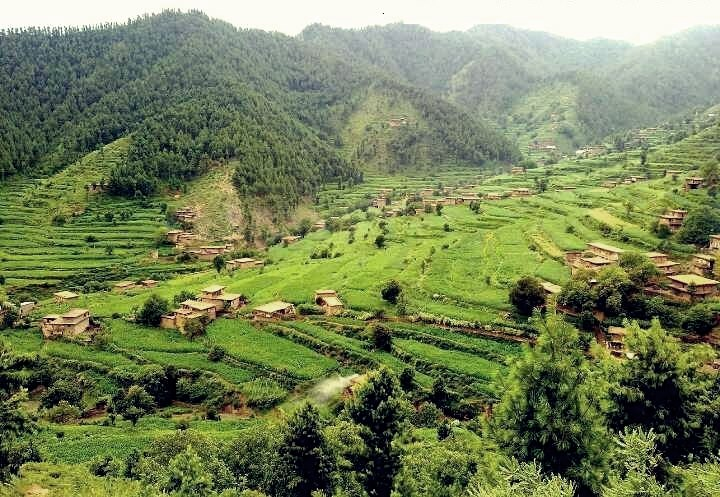
Paysage de la vallée de Tirah, dans le district.

Khyber a été sous la domination de plusieurs puissances au cours de l'histoire, notamment l'Empire timouride puis l'Empire moghol. Assimilé en 1858 au Raj britannique, Khyber se trouve à la frontière de l'Afghanistan et est d'autant plus stratégique qu'il abrite le principal point de passage avec ce pays.
En 1947, Khyber est intégré au Pakistan à la suite de la partition des Indes, bien que la zone ait longtemps soutenu le mouvement Khudai Khidmatgar qui s'était opposé au mouvement pour le Pakistan. À l'instar du reste des régions tribales, Khyber est difficilement contrôlé par le pouvoir pakistanais et nourrit un sentiment de défiance envers les autorités. Le régime juridique en place laisse d'un côté une autonomie aux assemblées tribales qui dominent Khyber, mais les habitants sont privés de nombreux droits dont bénéficient les autres Pakistanais et la zone est directement administrée par le pouvoir central. 
Ce régime juridique est officiellement aboli en mai 2018 et Khyber est intégré à la province voisine de Khyber Pakhtunkhwa. Cette décision longtemps demandée par la population est saluée alors que les habitants espèrent le développement de la région et l'accès à des services publics de base.

## Insurrection talibane

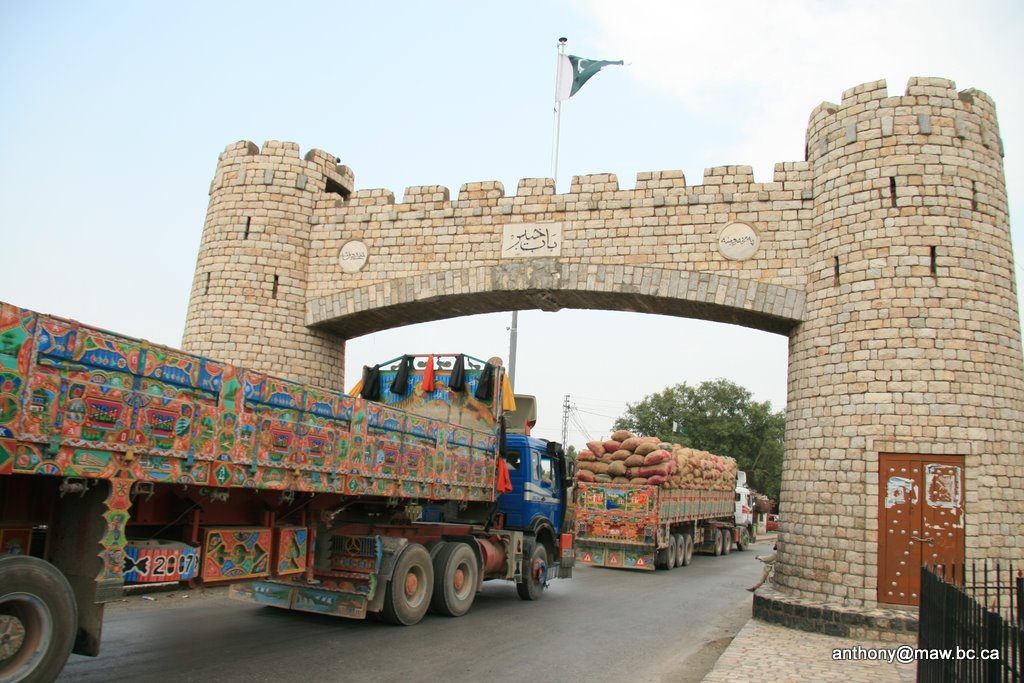
Camions de marchandises passant la « porte de Khyber ».

Le district de Khyber détient une position stratégique du fait de la passe de Khyber, qui accueille Torkham, le principal poste frontalier entre l'Afghanistan et le Pakistan. La route est notamment vitale pour les ravitaillements des forces de l'OTAN dans le cadre de la guerre d'Afghanistan et fait ainsi l'objet d'attaques. L'armée pakistanaise y combat de plus des groupes talibans pakistanais qui s'opposent aux autorités. Khyber est notamment le fief du Lashkar-e-Islam, l'un des principaux groupes insurgés, et les militaires y ont mené des opérations à partir de 2009.

## Démographie
Lors du recensement de 1998, la population de l'agence a été évaluée à 546 730 personnes, dont seuls 10 % d'urbains. Le recensement suivant mené en 2017 pointe une population de 986 973 habitants, soit une croissance annuelle de 3,15 %, supérieure aux moyennes provinciale et nationale de 2,89 % et 2,4 % respectivement. Le taux d'urbanisation reste au même niveau.
D'après le recensement de 2023, la population atteint 1,1 million habitants, avec une urbanisation un peu en baisse, à 8,3 %.
La population du district est essentiellement d'ethnie pachtoune et la langue la plus parlée est le pachto, soit 99,7 % des habitants en 2023, comme pour la plupart de la province. Elle se regroupe le plus souvent en tribus, dont la plus importante est la tribu Afridi, mais on trouve aussi les Mullagoris, Shilmanis, Bangashs et Shinwaries.
Près de 99,7 % de la population est musulmane, mais l'on compte une petite communauté chrétienne de 3 500 individus en 2023.

## Administration

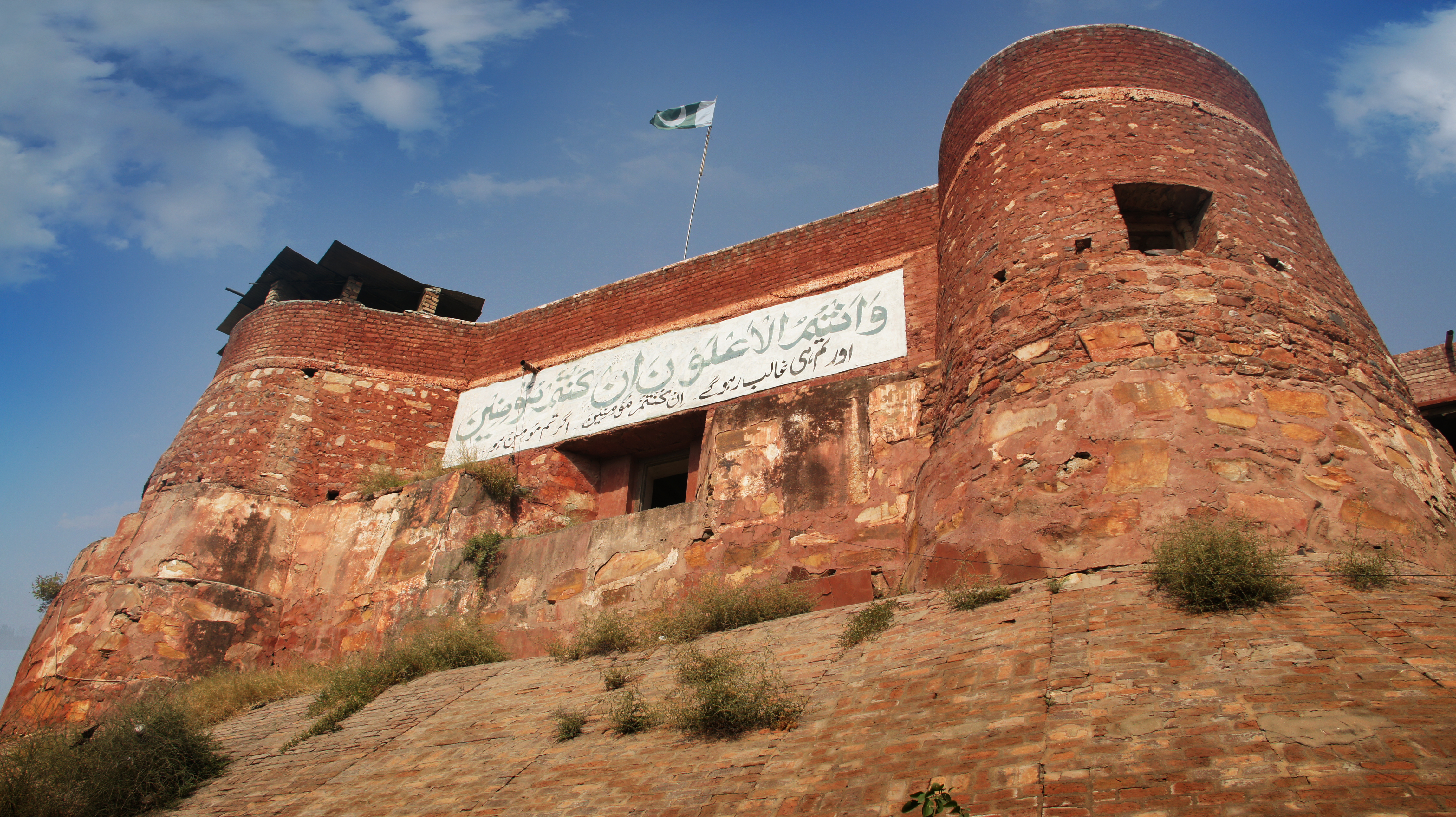
Le fort de Jamrud.

Le district est divisé en quatre tehsils ainsi que 147 Union Councils.
| Tehsil      | Population (rec. 2023) |
| ----------- | ---------------------- |
| Bara        | 548 084                |
| Jamrud      | 243 290                |
| Landi Kotal | 312 313                |
| Mulla Gori  | 42 580                 |

Le district compte près de 95 000 urbains répartis dans deux villes selon le recensement de 2023. La capitale Landi Kotal regroupe plus du tiers de cette population, mais n'est toutefois pas la plus grande ville. 
| Ville       | Population (rec. 2023) |
| ----------- | ---------------------- |
| Jamrud      | 56 642                 |
| Landi Kotal | 38 065                 |

## Économie

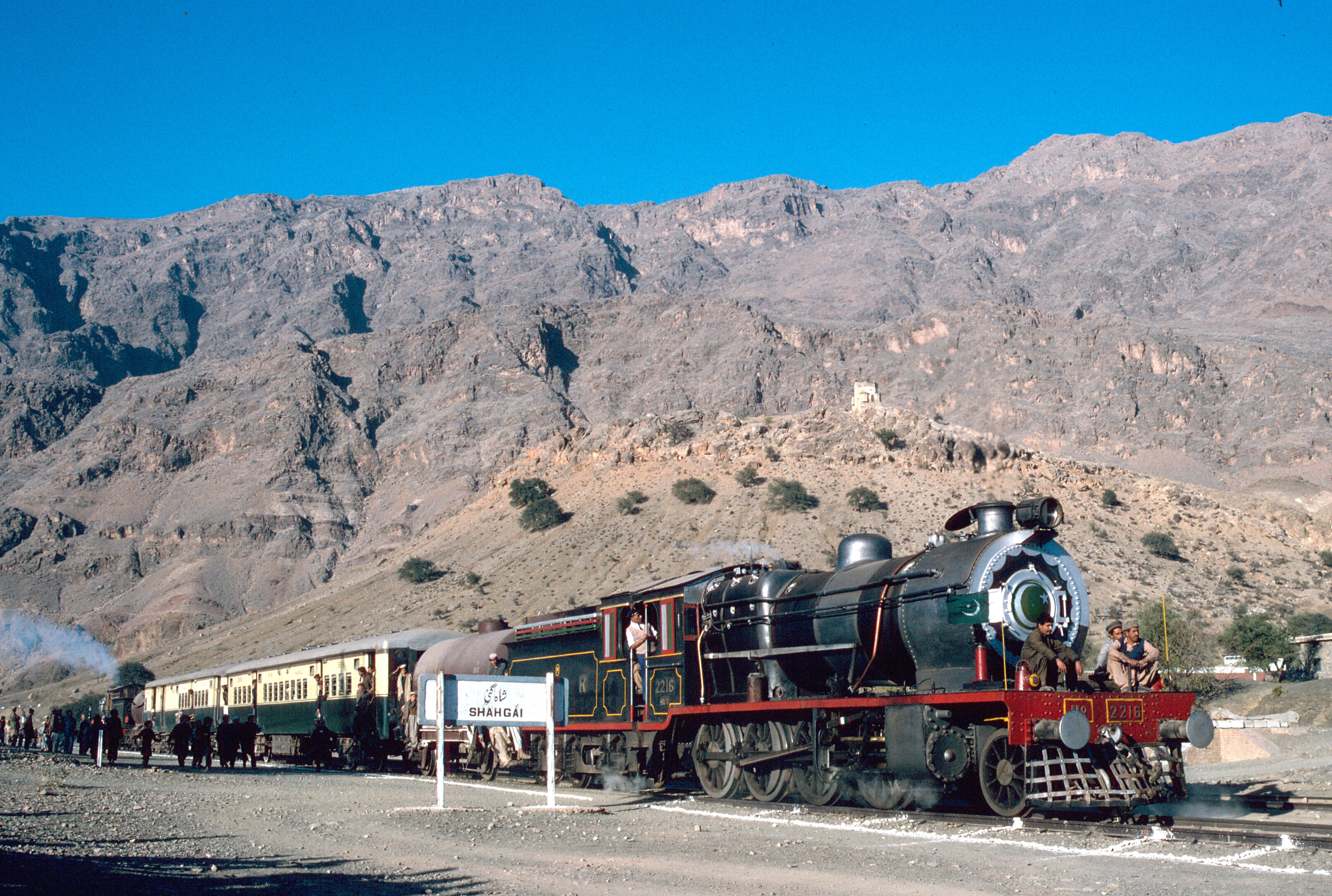
Train passant dans le district.

Le district de Khyber est pauvre, très reculé, peu doté en infrastructures et services publics. La population souffre notamment de malnutrition, de maladies et de manque d'accès à l'eau. Le principal moyen de subsistance des habitants est l'agriculture et l’élevage alors que les paysans disposent surtout de petites surfaces, souvent inférieures à deux hectares. À Khyber, près de la moitié des foyers reçoivent de l'argent de membres de leur famille travaillant ailleurs dans le pays ou à l'étranger. 
En revanche, grâce au point de passage vers l'Afghanistan, Khyber est le district le mieux doté des régions tribales en infrastructures de transports. On y trouve surtout une ligne de chemin de fer et la route nationale no 5 qui relient Peshawar à Torkham. À la suite de l'intégration de Khyber à la province de Khyber Pakhtunkhwa en 2018, la population espère une hausse des investissements publics. En 2019, le gouvernement annonce un plan de dix ans pour développer les infrastructures, notamment dans le but de permettre un accès au réseau téléphonique.

## Éducation

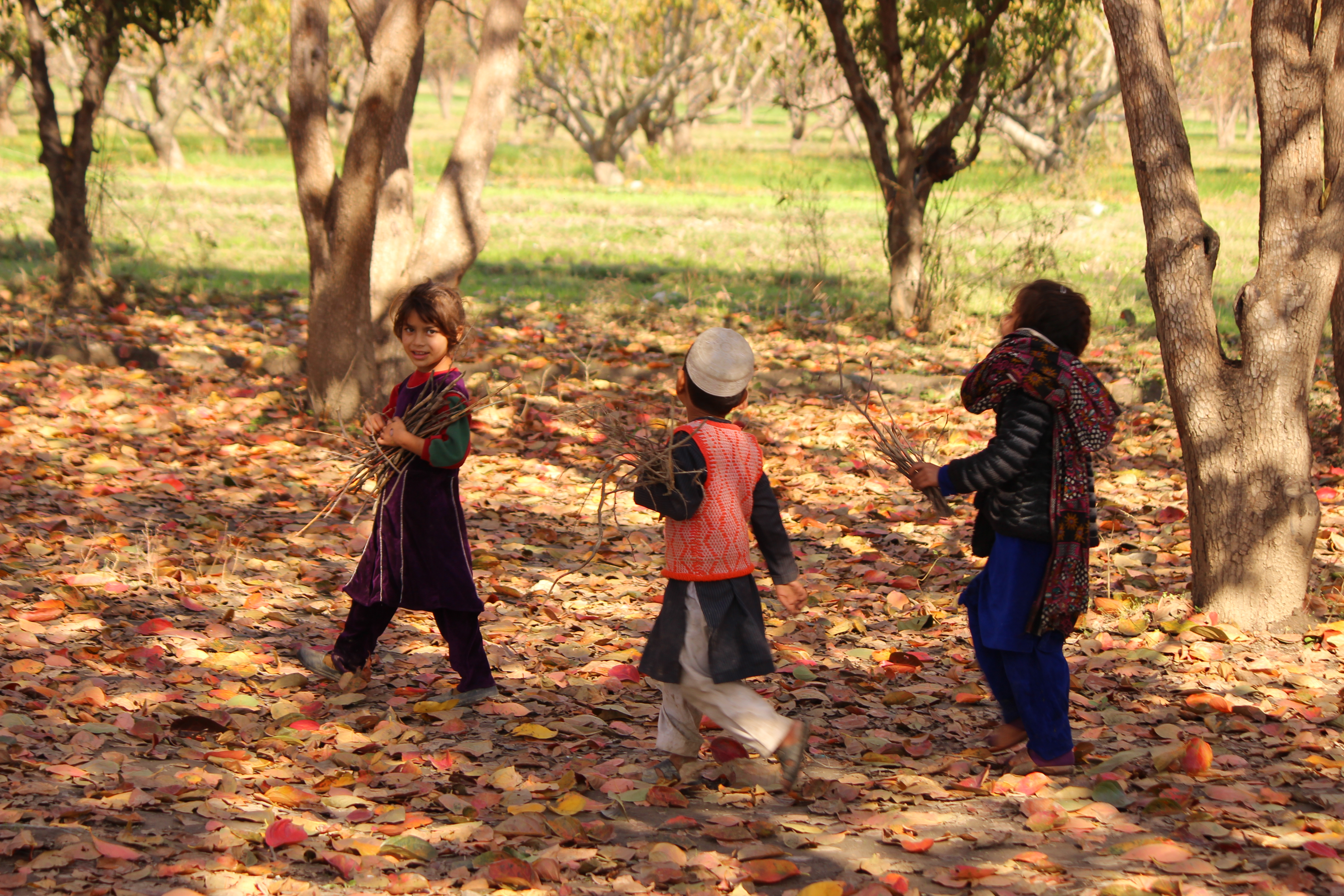
Enfants ramassant du bois pour la cuisine.

En 2007, le taux d'alphabétisation du district dépasse à peine les 30 %, et présente surtout une forte inégalité de sexes : 55 % pour les hommes contre 10 % pour les femmes. Le recensement de 2017 évalue l'alphabétisation à 42 %, dont 65 % pour les hommes et 18 % pour les femmes. L'alphabétisation ne progresse pas selon le recensement de 2023 et atteint 38 %, bien inférieur à la moyenne provinciale de 51 %, dont 58 % pour les hommes et 17 % pour les femmes.
Selon un classement national sur la qualité de l'éducation, le district se trouve parmi les moins bien dotés du pays, avec une note de 47 sur 100 et une égalité entre filles et garçons de 65 %. Il est classé 114e sur les 141 districts au niveau des résultats scolaires et 95e sur 155 au niveau de la qualité des infrastructures des établissements du primaire. En 2017, 59 % des enfants de 10 à 14 ans sont scolarisés, dont 80 % des garçons et 35 % des filles. 

## Politique
À la suite de la réforme électorale de 2018, le district est représenté par les deux circonscriptions no 43 et 44 à l'Assemblée nationale. Quand il était intégré aux régions tribales avant 2018, les candidats aux élections étaient interdits de se présenter sous l'étiquette d'un parti politique sous l'effet du régime dérogatoire du droit commun alors en vigueur. Lors des élections législatives de 2018, le district ne compte pas encore de circonscription à l'Assemblée provinciale de Khyber Pakhtunkhwa, malgré son intégration récente à cette dernière province. Par ailleurs, il est à cette occasion largement remporté par le Mouvement du Pakistan pour la justice.  

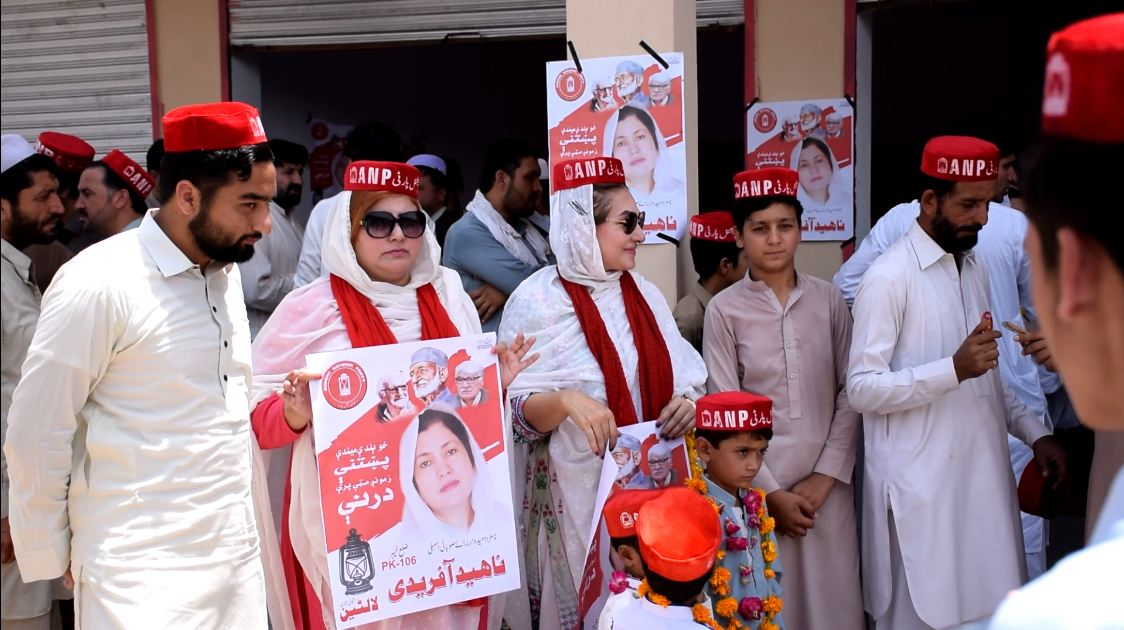
Militants du Parti national Awami à Khyber, lors des élections provinciales de 2019.

| Parti                                       | Voix    | %       | Élus nationaux |
| ------------------------------------------- | ------- | ------- | -------------- |
| Mouvement du Pakistan pour la justice       | 46 451  | 30,56 % | 2              |
| Muttahida Majlis-e-Amal                     | 4 917   | 3,24 %  | 0              |
| Parti national Awami                        | 4 671   | 3,07 %  | 0              |
| Parti du peuple pakistanais                 | 3 604   | 2,37 %  | 0              |
| Autres partis                               | 6 892   | 4,53 %  | 0              |
| Indépendants                                | 85 483  | 56,24 % | 0              |
| Total exprimés (participation : 31,11 %)    | 151 988 | 100 %   | 2              |
| Source : Commission électorale du Pakistan, |         |         |                |

## Personnalités liées à Khyber
- Shahid Afridi